# Challenger de Vicenza 2015
El torneo Internazionali di Tennis Citta' di Vicenza 2015 es un torneo profesional de tenis. Pertenece al ATP Challenger Series 2015. Se disputará su ª edición sobre superficie dura, en Vicenza, Italia entre el 4  al el 10 de mayo de 2015.

## Jugadores participantes del cuadro de individuales
| Favorito | País                        | Jugador          | Rank1 | Posición en el torneo |
| -------- | --------------------------- | ---------------- | ----- | --------------------- |
| 1        | Bandera de Argentina        | Facundo Bagnis   | 95    | Cuartos de final      |
| 2        | Bandera de Eslovaquia       | Norbert Gombos   | 105   | Primera ronda         |
| 3        | Bandera del Reino Unido     | James Ward       | 106   | Primera ronda         |
| 4        | Bandera de Argentina        | Guido Pella      | 114   | Cuartos de final      |
| 5        | Bandera de España           | Albert Montañés  | 129   | Primera ronda         |
| 6        | Bandera de Australia        | John Millman     | 133   |                       |
| 7        | Bandera de los Países Bajos | Thiemo de Bakker | 134   |                       |
| 8        | Bandera de Estados Unidos   | Bjorn Fratangelo | 147   |                       |

### Otros participantes
Los siguientes jugadores recibieron una invitación (wild card), por lo tanto ingresan directamente al cuadro principal (WC):
- Salvatore Caruso
- Matteo Donati
- Federico Gaio
- Stefano Napolitano

Los siguientes jugadores ingresan al cuadro principal tras disputar el cuadro clasificatorio (Q):
- Andréi Rubliov
- José Pereira
- Matteo Viola
- Pedro Cachín

## Campeones

### Individual Masculino
- derrotó en la final a  ,

### Dobles Masculino
- /   derrotaron en la final a   /  ,